# I tre aquilotti
Pour plus de détails, voir Fiche technique et Distribution.
I tre aquilotti est un film dramatique italien réalisé par Mario Mattoli avec Michela Belmonte sorti en 1942. Alberto Sordi y fait ses débuts d'acteur.

## Synopsis
Le film décrit les relations de trois amis inséparables, Marco, Mario et Filippo, élèves de l'Accademia Aeronautica de Caserte. Marco rencontre Adriana, sœur de Mario. Celui-ci s'oppose à leur idylle car Marco est un « cavaleur ».  Après les examens, les chemins des trois amis se séparent puis se retrouvent comme pilotes sur le front de l'Est avec diverses vicissitudes et faits de bravoure. Après la guerre, les trois pilotes se retrouvent et Mario, rassuré par le comportement de Marco au combat, ne s'oppose plus à l'idylle de celui-ci avec sa sœur Adriana.

## Fiche technique
- Titre : italien : I 3 aquilotti
- Réalisation : Mario Mattoli
- Scénario : Alessandro De Stefani, Mario Mattoli, Vittorio Mussolini
- Photographie : Anchise Brizzi
- Montage : Fernando Tropea (en), Giuliana Giammarino
- Musique : Ezio Carabella, Renzo Rossellini
- Pays de production :  Royaume d'Italie
- Langue : Italien
- Genre : Film dramatique, Film de guerre
- Durée : 80 minutes
- Date de sortie : 
  - Royaume d'Italie (1861-1946) : 30 août 1942

## Distribution
- Michela Belmonte - Adriana Terrazzani
- Leonardo Cortese - Marco Massi
- Carlo Minello - Mario Terrazzani
- Alberto Sordi - Filippo Nardini
- Galeazzo Benti - Andrea Torelli
- Enrico Effernelli - Fioresi